# Plectranthus kapatensis
Plectranthus kapatensis là một loài thực vật có hoa trong họ Hoa môi. Loài này được (R.E.Fr.) J.K.Morton miêu tả khoa học đầu tiên năm 1998.